# 石门口乡
石门口乡，是中华人民共和国山西省阳泉市平定县下辖的一个乡镇级行政单位。

## 行政区划
石门口乡下辖以下地区：
大石门村、东郊村、小口头村、石门口村、小桥铺村、桥头村、前徐峪沟村、里徐峪沟村、卢家庄村、西郊村、南上庄村、南坪村、枣岭村和乱流村。